# Adrian Quist
Adrian Karl Quist (Medindie, Austràlia Meridional, 23 de gener de 1913 – Sydney, 17 de novembre de 1991) fou un exjugador de tennis australià.
Va guanyar l'Australian Championships en tres ocasions de quatre finals disputades, però va destacar especialment en dobles, guanyant aquest torneig en deu ocasions consecutives entre 1936 i 1950, i fou un dels primers tennistes en completar el Grand Slam durant la carrera ja que va conquerir els quatre torneigs més importants.
Va formar part de l'equip australià de Copa Davis, de fet, fou el tennista amb més victòries per aquest país fins que el va sobrepassar Lleyton Hewitt al 2010. Tot i això, només va aconseguir el títol en l'edició de 1939.

## Biografia
Fill de Karl Quist, que havia estat jugador de cricket i amo d'una botiga de béns esportius. És l'oncle del dissenyador de moda Neville Quist, fundador de Saville Row.
Després de la seva retirada va esdevenir periodista, entre ells destaca haver treballat per The Sydney Morning Herald.

## Torneigs de Grand Slam

### Individual: 4 (3−1)
| Resultat  | Núm. | Any  | Campionat                    | Oponent       | Marcador                |
| --------- | ---- | ---- | ---------------------------- | ------------- | ----------------------- |
| Guanyador | 1.   | 1936 | Australian Championships     | Jack Crawford | 6−2, 6−3, 4−6, 3−6, 9−7 |
| Finalista | 1.   | 1939 | Australian Championships     | John Bromwich | 4−6, 1−6, 3−6           |
| Guanyador | 2.   | 1940 | Australian Championships (2) | Jack Crawford | 6−3, 6−1, 6−2           |
| Guanyador | 3.   | 1948 | Australian Championships (3) | John Bromwich | 6−4, 3−6, 6−3, 2−6, 6−3 |

### Dobles masculins: 18 (14−4)
| Resultat  | Núm. | Any  | Campionat                     | Parella        | Oponents                          | Marcador                 |
| --------- | ---- | ---- | ----------------------------- | -------------- | --------------------------------- | ------------------------ |
| Finalista | 1.   | 1933 | Internationaux de France      | Vivian McGrath | Pat Hughes Fred Perry             | 2−6, 4−6, 6−2, 5−7       |
| Finalista | 2.   | 1934 | Australian Championships      | Don Turnbull   | Pat Hughes Fred Perry             | 8−6, 3−6, 4−6, 6−3, 3−6  |
| Guanyador | 1.   | 1935 | Internationaux de France      | Jack Crawford  | Don Turnbull Vivian McGrath       | 6−1, 6−4, 6−2            |
| Guanyador | 2.   | 1935 | Wimbledon Championships       | Jack Crawford  | Wilmer Allison John Van Ryn       | 6−3, 5−7, 6−2, 5−7, 7−5  |
| Guanyador | 3.   | 1936 | Australian Championships      | Don Turnbull   | Jack Crawford Vivian McGrath      | 6−8, 6−2, 6−1, 3−6, 6−2  |
| Guanyador | 4.   | 1937 | Australian Championships (2)  | Don Turnbull   | John Bromwich Jack Harper         | 6−2, 9−7, 1−6, 6−8, 6−4  |
| Guanyador | 5.   | 1938 | Australian Championships (3)  | John Bromwich  | Gottfried von Cramm Henner Henkel | 7−5, 6−4, 6−0            |
| Finalista | 3.   | 1938 | U.S. Championships            | John Bromwich  | Don Budge Gene Mako               | 3−6, 2−6, 1−6            |
| Guanyador | 6.   | 1939 | Australian Championships (4)  | John Bromwich  | Colin Long Don Turnbull           | 6−4, 7−5, 6−2            |
| Guanyador | 7.   | 1939 | U.S. Championships            | John Bromwich  | Jack Crawford Harry Hopman        | 8−6, 6−1, 6−4            |
| Guanyador | 8.   | 1940 | Australian Championships (5)  | John Bromwich  | Jack Crawford Vivian McGrath      | 6−3, 7−5, 6−1            |
| Guanyador | 9.   | 1946 | Australian Championships (6)  | John Bromwich  | Max Newcombe Leonard Schwartz     | 6−3, 6−1, 9−7            |
| Guanyador | 10.  | 1947 | Australian Championships (7)  | John Bromwich  | Frank Sedgman George Worthington  | 6−1, 6−3, 6−1            |
| Guanyador | 11.  | 1948 | Australian Championships (8)  | John Bromwich  | Frank Sedgman Colin Long          | 1−6, 6−8, 9−7, 6−3, 8−6  |
| Guanyador | 12.  | 1949 | Australian Championships (9)  | John Bromwich  | Geoffrey Brown Bill Sidwell       | 1−6, 7−5, 6−2, 6−3       |
| Guanyador | 13.  | 1950 | Australian Championships (10) | John Bromwich  | Jaroslav Drobný Eric Sturgess     | 6−3, 5−7, 4−6, 6−3, 8−6  |
| Guanyador | 14.  | 1950 | Wimbledon Championships (2)   | John Bromwich  | Geoffrey Brown Bill Sidwell       | 7−5, 3−6, 6−3, 3−6, 6−2  |
| Finalista | 4.   | 1951 | Australian Championships (2)  | John Bromwich  | Frank Sedgman Ken McGregor        | 9−11, 6−2, 3−6, 6−4, 3−6 |

### Dobles mixts: 1 (0−1)
| Resultat  | Núm. | Any  | Campionat                | Parella        | Oponents                       | Marcador |
| --------- | ---- | ---- | ------------------------ | -------------- | ------------------------------ | -------- |
| Finalista | 1.   | 1934 | Internationaux de France | Elizabeth Ryan | Colette Rosambert Jean Borotra | 2−6, 4−6 |

## Palmarès

### Equips: 5 (1−4)
| Resultat  | Núm. | Data                        | Torneig                              | Superfície | Equip                                       | Oponents                                               | Marcador |
| --------- | ---- | --------------------------- | ------------------------------------ | ---------- | ------------------------------------------- | ------------------------------------------------------ | -------- |
| Finalista | 1.   | 25 − 28 de juliol de 1936   | Copa Davis, Londres, Regne Unit      | Gespa      | Jack Crawford                               | Bunny Austin Patrick Hugues Fred Perry Raymond Tuckey  | 2−3      |
| Finalista | 2.   | 3 − 5 de setembre de 1938   | Copa Davis, Filadèlfia, Estats Units | Gespa      | John Bromwich Harry Hopman Leonard Schwartz | Don Budge Joseph Hunt Gene Mako Bobby Riggs            | 2−3      |
| Guanyador | 1.   | 2 − 5 de setembre de 1939   | Copa Davis, Haverford, Estats Units  | Gespa      | John Bromwich Jack Crawford Harry Hopman    | Joseph Hunt Jack Kramer Frank Parker Bobby Riggs       | 3−2      |
| Finalista | 3.   | 26 − 30 de desembre de 1946 | Copa Davis, Melbourne, Austràlia     | Gespa      | John Bromwich Colin Long Dinny Pails        | Jack Kramer Gardnar Mulloy Frank Parker Ted Schroeder  | 0−5      |
| Finalista | 4.   | 4 − 6 de setembre de 1948   | Copa Davis, Nova York, Estats Units  | Gespa      | Geoffrey Brown Colin Long Bill Sidwell      | Gardnar Mulloy Frank Parker Ted Schroeder Bill Talbert | 0−5      |